# Coppa dei Campioni araba per club 2023
La Coppa dei Campioni araba per club 2023, nota ufficialmente come Coppa del re Salman per club 2023 (in arabo كأس الملك سلمان للأندية 2023‎?), in onore di Salman dell'Arabia Saudita, è stata la 30ª edizione dell'omonima competizione, organizzata dall'UAFA e riservata ai migliori club del mondo arabo.
Il torneo è iniziato il 2 marzo 2023 e si è concluso il 12 agosto 2023 con la finale allo stadio Città dello sport Re Fahd di Ta'if, in Arabia Saudita, vinta dai sauditi dell'Al-Nassr, alla prima affermazione nella manifestazione, contro i connazionali dell'Al-Hilal.

## Squadre partecipanti
I posti sono scelti tra le 22 nazioni aderenti all'UAFA.
|                              |                              | Squadre che accedono nel turno | Squadre provenienti dal turno precedente                                       |
| ---------------------------- | ---------------------------- | --- | ------------------------------------------------------------------------------ |
| Turno preliminare            | Turno preliminare            | - 4 squadre dalle federazioni con il peggior posizionamento nel ranking FIFA |                                                                                |
| Primo turno                  | Primo turno                  | - 13 squadre dalle federazioni 1-11 della zona asiatica - 10 squadre dalle federazioni 1-7 della zona africana | - 1 vincitore del turno preliminare                                            |
| Secondo turno                | Secondo turno                | | - 12 vincitori del primo turno                                                 |
| Fase a gironi                | Fase a gironi                | - 10 squadre: - campioni in carica - finalista edizione precedente - squadra invitata proveniente dalla nazione ospitante - campioni nazionali dalle federazioni 1-3 della zona asiatica - campioni nazionali dalle federazioni 1-4 della zona africana | - 6 vincitori del secondo turno                                                |
| Fase ad eliminazione diretta | Fase ad eliminazione diretta | | - 4 vincitori della fase a gironi - 4 secondi classificati della fase a gironi |

### Ranking delle federazioni
Le squadre sono divise in due ranking che si basano sulla loro posizione geografica e sulla posizione della nazionale nel ranking FIFA del 22 dicembre 2022.
| Rank Zona | Federazione         | Ranking FIFA | Squadre       | Squadre        | Squadre     |
| Rank Zona | Federazione         | Ranking FIFA | Fase a gironi | Qualificazioni | Preliminari |
| --------- | ------------------- | ------------ | ------------- | -------------- | ----------- |
| 1         | Arabia Saudita      | 49           | 3             | 1              | 0           |
| 2         | Qatar               | 60           | 1             | 1              | 0           |
| 3         | Iraq                | 68           | 1             | 1              | 0           |
| 4         | Emirati Arabi Uniti | 70           | 0             | 1              | 0           |
| 5         | Oman                | 75           | 0             | 2              | 0           |
| 6         | Giordania           | 84           | 0             | 1              | 0           |
| 7         | Bahrain             | 85           | 0             | 2              | 0           |
| 8         | Siria               | 90           | 0             | 1              | 0           |
| 9         | Palestina           | 93           | 0             | 1              | 0           |
| 10        | Libano              | 100          | 0             | 1              | 0           |
| 11        | Kuwait              | 148          | 0             | 1              | 0           |
| 12        | Yemen               | 154          | 0             | 0              | 1           |

| Rank Zona | Federazione | Ranking FIFA | Squadre       | Squadre        | Squadre     |
| Rank Zona | Federazione | Ranking FIFA | Fase a gironi | Qualificazioni | Preliminari |
| --------- | ----------- | ------------ | ------------- | -------------- | ----------- |
| 1         | Marocco     | 11           | 2             | 1              | 0           |
| 2         | Tunisia     | 30           | 1             | 2              | 0           |
| 3         | Egitto      | 39           | 1             | 1              | 0           |
| 4         | Algeria     | 40           | 1             | 1              | 0           |
| 5         | Mauritania  | 103          | 0             | 1              | 0           |
| 6         | Libia       | 120          | 0             | 2              | 0           |
| 7         | Sudan       | 128          | 0             | 2              | 0           |
| 8         | Comore      | 129          | 0             | 0              | 1           |
| 9         | Gibuti      | 193          | 0             | 0              | 1           |
| 10        | Somalia     | 204          | 0             | 0              | 1           |

### Lista
Accanto ad ogni club è indicata la posizione in classifica nel rispettivo campionato, riguardante la stagione 2021-2022.
| Fase a gironi         | Fase a gironi         | Fase a gironi          | Fase a gironi           | Fase a gironi          |
| --------------------- | --------------------- | ---------------------- | ----------------------- | ---------------------- |
| Raja CasablancaD (2º) | Al-IttihadF (2º)      | Al-NassrINV (3º)       | CR Belouizdad (1º)      | Zamalek (1º)           |
| Al-Shorta (1º)        | Wydad Casablanca (1º) | Al-Sadd (1º)           | Al-Hilal (1º)           | Espérance (1º)         |
| Qualificazioni        |                       |                        |                         |                        |
| JS Saoura (3º)        | Manama (2º)           | Al-Muharraq (4º)       | El Gaish (4º)           | Al-Quwa Al-Jawiya (2º) |
| Shabab Al-Ordon (4º)  | Kuwait SC (1º)        | Bourj (3º)             | Al-Ittihad Tripoli (1º) | Al-Ahly Tripoli (2º)   |
| Nouadhibou (1º)       | FAR Rabat (3º)        | Al-Seeb (1º)           | Al-Nahda (2º)           | Shabab Al-Khalil (1º)  |
| Qatar SC (9º)         | Al-Shabab (4º)        | Al-Hilal Omdurman (1º) | Al-Merrikh (2º)         | Tishrin (1º)           |
| Monastir (2º)         | Sfaxien (3º)          | Al-Wahda (3º)          |                         |                        |
| Preliminari           |                       |                        |                         |                        |
| Volcan Club (1º)      | Arta/Solar7 (1º)      | Horseed (1º)           | Fahman (1º)             |                        |

Note
- D = Detentrice del trofeo.
- F = Finalista della precedente stagione.
- INV = Formazione invitata dalla nazione ospitante.

## Date
Il programma della competizione è il seguente.
| Fase                        | Turno            | Sorteggio           | Andata                 | Ritorno                 | Luogo                    |
| --------------------------- | ---------------- | ------------------- | ---------------------- | ----------------------- | ------------------------ |
| Turno preliminare           | Primo turno      | Nessun sorteggio    | 2 marzo 2023           | 2 marzo 2023            | Arabia Saudita           |
| Turno preliminare           | Spareggio        | Nessun sorteggio    | 5 marzo 2023           | 5 marzo 2023            | Arabia Saudita           |
| Turno di qualificazione     | Primo turno      | 6 marzo 2023 (Riad) | 13 marzo-7 aprile 2023 | 21 marzo-16 aprile 2023 | Gare di andata e ritorno |
| Turno di qualificazione     | Secondo turno    | 6 marzo 2023 (Riad) | 8 maggio-4 luglio 2023 | 11 maggio-7 luglio 2023 | Gare di andata e ritorno |
| Fase a gironi               | 1ª giornata      | 6 marzo 2023 (Riad) | 27-28 luglio 2023      | 27-28 luglio 2023       | Arabia Saudita           |
| Fase a gironi               | 2ª giornata      | 6 marzo 2023 (Riad) | 30-31 luglio 2023      | 30-31 luglio 2023       | Arabia Saudita           |
| Fase a gironi               | 3ª giornata      | 6 marzo 2023 (Riad) | 2-3 agosto 2023        | 2-3 agosto 2023         | Arabia Saudita           |
| Fase a eliminazione diretta | Quarti di finale | 6 marzo 2023 (Riad) | 5-6 agosto 2023        | 5-6 agosto 2023         | Arabia Saudita           |
| Fase a eliminazione diretta | Semifinali       | 6 marzo 2023 (Riad) | 9 agosto 2023          | 9 agosto 2023           | Arabia Saudita           |
| Fase a eliminazione diretta | Finale           | 6 marzo 2023 (Riad) | 12 agosto 2023         | 12 agosto 2023          | Arabia Saudita           |

## Partite

### Fase di qualificazione

#### Turno preliminare
| Squadra 1   | Risultato  | Squadra 2   |
| Semifinali  | Semifinali | Semifinali  |
| ----------- | ---------- | ----------- |
| Arta/Solar7 | 2 - 0      | Volcan Club |
| Fahman      | 3 - 0      | Horseed     |
| Finale      |            |             |
| Arta/Solar7 | 1 - 2      | Fahman      |

#### Primo turno di qualificazione
| Squadra 1         | Totale          | Squadra 2          | Andata | Ritorno      |
| ----------------- | --------------- | ------------------ | ------ | ------------ |
| FAR Rabat         | 5 - 4           | Al-Ittihad Tripoli | 4 - 1  | 1 - 3        |
| Bourj             | 0 - 4           | Al-Wahda           | 0 - 3  | 0 - 1        |
| Al-Merrikh        | 2 - 2           | Tishrin            | 2 - 1  | 0 - 1        |
| Al-Quwa Al-Jawiya | 1 - 5           | Al-Shabab          | 1 - 1  | 0 - 4        |
| Al-Hilal Omdurman | 4 - 2           | Manama             | 3 - 0  | 1 - 2        |
| Sfaxien           | 1 - 1           | Qatar SC           | 0 - 0  | 1 - 1        |
| El Gaish          | 2 - 3           | Al-Ahly Tripoli    | 1 - 2  | 1 - 1        |
| Al-Nahda          | 5 - 0           | Shabab Al-Khalil   | 2 - 0  | 3 - 0 (tav.) |
| Fahman            | 0 - 6           | Monastir           | 0 - 4  | 0 - 2        |
| Al-Muharraq       | 2 - 2 (5-4 dtr) | Al-Seeb            | 2 - 0  | 0 - 2        |
| Nouadhibou        | 4 - 2           | Shabab Al-Ordon    | 4 - 1  | 0 - 1        |
| Kuwait SC         | 2 - 1           | JS Saoura          | 1 - 0  | 1 - 1        |

#### Secondo turno di qualificazione
| Squadra 1         | Totale | Squadra 2   | Andata | Ritorno |
| ----------------- | ------ | ----------- | ------ | ------- |
| FAR Rabat         | 0 - 3  | Al-Wahda    | 0 - 0  | 0 - 3   |
| Tishrin           | 2 - 4  | Al-Shabab   | 1 - 1  | 1 - 3   |
| Al-Hilal Omdurman | 1 - 2  | Sfaxien     | 1 - 0  | 0 - 2   |
| Al-Ahly Tripoli   | 4 - 2  | Al-Nahda    | 4 - 2  | 0 - 0   |
| Monastir          | 3 - 0  | Al-Muharraq | 2 - 0  | 1 - 0   |
| Nouadhibou        | 1 - 3  | Kuwait SC   | 1 - 2  | 0 - 1   |

### Fase finale

#### Fase a gironi

##### Gruppo A
| Squadra    | Pt | G | V | N | P | GF | GS | DG |
| ---------- | -- | - | - | - | - | -- | -- | -- |
| Al-Ittihad | 9  | 3 | 3 | 0 | 0 | 5  | 2  | +3 |
| Al-Shorta  | 4  | 3 | 1 | 1 | 1 | 2  | 2  | 0  |
| Espérance  | 2  | 3 | 0 | 2 | 1 | 1  | 2  | -1 |
| Sfaxien    | 1  | 3 | 0 | 1 | 2 | 0  | 2  | -2 |

| Squadra 1   | Risultato   | Squadra 2   |
| 1ª giornata | 1ª giornata | 1ª giornata |
| ----------- | ----------- | ----------- |
| Sfaxien     | 0 - 1       | Al-Shorta   |
| Espérance   | 1 - 2       | Al-Ittihad  |
| 2ª giornata |             |             |
| Al-Shorta   | 0 - 0       | Espérance   |
| Al-Ittihad  | 1 - 0       | Sfaxien     |
| 3ª giornata |             |             |
| Espérance   | 0 - 0       | Sfaxien     |
| Al-Shorta   | 1 - 2       | Al-Ittihad  |

##### Gruppo B
| Squadra          | Pt | G | V | N | P | GF | GS | DG |
| ---------------- | -- | - | - | - | - | -- | -- | -- |
| Al-Sadd          | 7  | 3 | 2 | 1 | 0 | 4  | 2  | +2 |
| Al-Hilal         | 4  | 3 | 1 | 1 | 1 | 4  | 4  | 0  |
| Wydad Casablanca | 2  | 3 | 0 | 2 | 1 | 2  | 3  | -1 |
| Al-Ahly Tripoli  | 2  | 3 | 0 | 2 | 1 | 1  | 2  | -1 |

| Squadra 1        | Risultato   | Squadra 2        |
| 1ª giornata      | 1ª giornata | 1ª giornata      |
| ---------------- | ----------- | ---------------- |
| Al-Sadd          | 0 - 0       | Wydad Casablanca |
| Al-Ahly Tripoli  | 0 - 0       | Al-Hilal         |
| 2ª giornata      |             |                  |
| Wydad Casablanca | 1 - 1       | Al-Ahly Tripoli  |
| Al-Hilal         | 2 - 3       | Al-Sadd          |
| 3ª giornata      |             |                  |
| Al-Sadd          | 1 - 0       | Al-Ahly Tripoli  |
| Al-Hilal         | 2 - 1       | Wydad Casablanca |

##### Gruppo C
| Squadra   | Pt | G | V | N | P | GF | GS | DG |
| --------- | -- | - | - | - | - | -- | -- | -- |
| Al-Shabab | 7  | 3 | 2 | 1 | 0 | 2  | 0  | +2 |
| Al-Nassr  | 5  | 3 | 1 | 2 | 0 | 5  | 2  | +3 |
| Zamalek   | 4  | 3 | 1 | 1 | 1 | 5  | 2  | +3 |
| Monastir  | 0  | 3 | 0 | 0 | 3 | 1  | 9  | -8 |

| Squadra 1   | Risultato   | Squadra 2   |
| 1ª giornata | 1ª giornata | 1ª giornata |
| ----------- | ----------- | ----------- |
| Zamalek     | 4 - 0       | Monastir    |
| Al-Nassr    | 0 - 0       | Al-Shabab   |
| 2ª giornata |             |             |
| Al-Shabab   | 1 - 0       | Zamalek     |
| Monastir    | 1 - 4       | Al-Nassr    |
| 3ª giornata |             |             |
| Zamalek     | 1 - 1       | Al-Nassr    |
| Al-Shabab   | 1 - 0       | Monastir    |

##### Gruppo D
| Squadra         | Pt | G | V | N | P | GF | GS | DG |
| --------------- | -- | - | - | - | - | -- | -- | -- |
| Raja Casablanca | 9  | 3 | 3 | 0 | 0 | 5  | 1  | +4 |
| Al-Wahda        | 6  | 3 | 2 | 0 | 1 | 4  | 3  | +1 |
| CR Belouizdad   | 1  | 3 | 0 | 1 | 2 | 3  | 5  | -2 |
| Kuwait SC       | 1  | 3 | 0 | 1 | 2 | 2  | 5  | -3 |

| Squadra 1       | Risultato   | Squadra 2       |
| 1ª giornata     | 1ª giornata | 1ª giornata     |
| --------------- | ----------- | --------------- |
| CR Belouizdad   | 1 - 2       | Raja Casablanca |
| Kuwait SC       | 1 - 2       | Al-Wahda        |
| 2ª giornata     |             |                 |
| Al-Wahda        | 2 - 1       | CR Belouizdad   |
| Raja Casablanca | 2 - 0       | Kuwait SC       |
| 3ª giornata     |             |                 |
| CR Belouizdad   | 1 - 1       | Kuwait SC       |
| Al-Wahda        | 0 - 1       | Raja Casablanca |

### Fase a eliminazione diretta

#### Tabellone
|  | Quarti di finale | Quarti di finale | Quarti di finale |                |           | Semifinali | Semifinali | Semifinali |  |  | Finale | Finale | Finale |  |
|  |                  |                  |                  |                |           |            |            |            |  |  |        |        |        |  |
|  | Al-Ittihad       | Al-Ittihad       | 1                |                |           |            |            |            |  |  |        |        |        |  |
|  | Al-Ittihad       | Al-Ittihad       | 1                |                |           |            |            |            |  |  |        |        |        |  |
|  | Al-Hilal         | Al-Hilal         | 3                |                |           |            |            |            |  |  |        |        |        |  |
|  | Al-Hilal         | Al-Hilal         | 3                |                | Al-Hilal  | Al-Hilal   | 3          |            |  |  |        |        |        |  |
|  |                  |                  |                  |                | Al-Hilal  | Al-Hilal   | 3          |            |  |  |        |        |        |  |
|  |                  |                  | Al-Shabab        | Al-Shabab      | 1         |            |            |            |  |  |        |        |        |  |
|  | Al-Shabab (dtr)  | Al-Shabab (dtr)  | Al-Shabab        | Al-Shabab      | 1         | 0 (5)      |            |            |  |  |        |        |        |  |
|  | Al-Shabab (dtr)  | Al-Shabab (dtr)  |                  |                |           |            |            |            |  |  |        |        |        |  |
|  | Al-Wahda         | Al-Wahda         | 0 (4)            |                |           |            |            |            |  |  |        |        |        |  |
|  | Al-Wahda         | Al-Wahda         | 0 (4)            |                | Al-Hilal  | Al-Hilal   | 1          |            |  |  |        |        |        |  |
|  |                  |                  |                  |                |           |            |            |            |  |  |        |        |        |  |
|  |                  |                  | Al-Nassr (dts)   | Al-Nassr (dts) | 2         |            |            |            |  |  |        |        |        |  |
|  | Al-Sadd          | Al-Sadd          | Al-Nassr (dts)   | Al-Nassr (dts) | 2         | 2          |            |            |  |  |        |        |        |  |
|  | Al-Sadd          | Al-Sadd          |                  |                |           |            |            |            |  |  |        |        |        |  |
|  | Al-Shorta        | Al-Shorta        | 4                |                |           |            |            |            |  |  |        |        |        |  |
|  | Al-Shorta        | Al-Shorta        | 4                |                | Al-Shorta | Al-Shorta  | 0          |            |  |  |        |        |        |  |
|  |                  |                  |                  |                | Al-Shorta | Al-Shorta  | 0          |            |  |  |        |        |        |  |
|  |                  |                  | Al-Nassr         | Al-Nassr       | 1         |            |            |            |  |  |        |        |        |  |
|  | Raja Casablanca  | Raja Casablanca  | Al-Nassr         | Al-Nassr       | 1         | 1          |            |            |  |  |        |        |        |  |
|  | Raja Casablanca  | Raja Casablanca  |                  |                |           |            |            |            |  |  |        |        |        |  |
|  | Al-Nassr         | Al-Nassr         | 3                |                |           |            |            |            |  |  |        |        |        |  |

#### Quarti di finale
| Squadra 1       | Risultato       | Squadra 2 |
| --------------- | --------------- | --------- |
| Al-Ittihad      | 1 - 3           | Al-Hilal  |
| Al-Shabab       | 0 - 0 (5-4 dtr) | Al-Wahda  |
| Al-Sadd         | 2 - 4           | Al-Shorta |
| Raja Casablanca | 1 - 3           | Al-Nassr  |

#### Semifinali
| Squadra 1 | Risultato | Squadra 2 |
| --------- | --------- | --------- |
| Al-Hilal  | 3 - 1     | Al-Shabab |
| Al-Shorta | 0 - 1     | Al-Nassr  |

#### Finale
| Arbitro: | Jiyed |

|             |           |                     |
| Michael 51’ | Marcatori | 78’, 98’ C. Ronaldo |

## Classifica marcatori
Aggiornata al 12 agosto 2023.
| Gol |  |  | Giocatore               | Squadra    |
| --- |  |  | ----------------------- | ---------- |
| 6   |  |  | Cristiano Ronaldo       | Al Nassr   |
| 3   |  |  | Karim Benzema           | Al Ittihad |
| 2   |  |  | Salem Al-Dawsari        | Al Hilal   |
| 2   |  |  | Sergej Milinković-Savić | Al Hilal   |
| 2   |  |  | Malcolm                 | Al Hilal   |
| 2   |  |  | Michael                 | Al Hilal   |
| 2   |  |  | Aso Rostam              | Al Shorta  |
| 2   |  |  | Éver Banega             | Al Shabab  |
| 2   |  |  | Akram Afif              | Al Sadd    |
| 2   |  |  | Sayed Abdallah          | Zamalek    |
| 2   |  |  | Zizo                    | Zamalek    |